# Laphria flavifemorata
Laphria flavifemorata är en tvåvingeart som beskrevs av Macquart 1850. Laphria flavifemorata ingår i släktet Laphria och familjen rovflugor. Inga underarter finns listade i Catalogue of Life.